# Czyżew (województwo mazowieckie)
Czyżew – wieś sołecka w Polsce, położona w województwie mazowieckim, w powiecie gostynińskim, w gminie Sanniki.
Przez miejscowość przebiega droga wojewódzka nr 577 relacji Łąck-Sochaczew.
Wieś królewska Czyżewo położona była w drugiej połowie XVI wieku w powiecie gąbińskim ziemi gostynińskiej województwa rawskiego. W latach 1975–1998 miejscowość administracyjnie należała do województwa płockiego.